# Hansheinrich Meier-Peter
Hansheinrich Meier-Peter (* 24. Januar 1939 in Berlin) ist ein deutscher Schiffsbetriebstechniker und Hochschullehrer.

## Leben
Hansheinrich Meier-Peter studierte Maschinenbau an der Technischen Universität Hannover. 1959 wurde er dort Mitglied des Corps Saxonia. 1974 wurde er von der Fakultät für Maschinenwesen der Technischen Universität Hannover zum Dr.-Ing. promoviert. 1978 wurde er Bereichsleiter der Maschinenbau AG Weser. 1982 erhielt er eine Professur an der Fachhochschule Flensburg und wurde zum Direktor des dortigen Instituts für Schiffsbetriebsforschung. Die Schwerpunkte seiner wissenschaftlichen Arbeit waren Schiffsbetriebstechnik, Schiffsmaschinenbau und Schiffstechnik.
Meier-Peter ist Mitverfasser des Handbuchs für Schiffsbetriebstechnik von Kurt Illies, das in zwei Auflagen erschien, und Mitherausgeber des Handbuchs für Schiffsbetriebstechnik. Betrieb, Überwachung, Instandhaltung., das in mehreren Auflagen in deutscher Sprache sowie in Englisch und Chinesisch erschien. Zudem verfasste er mehrere wissenschaftliche Beiträge und diverse Aufsätze in wissenschaftlichen Zeitschriften.

## Schriften
- Beitrag zu Entwurf, Konstruktion und Berechnung gegenläufiger Schiffsantriebsanlagen, 1974.
- Handbuch Schiffsbetriebstechnik. Betrieb, Überwachung, Instandhaltung. Seehafenverlag, Hamburg, 1. Auflage 2006, ISBN 978-3-87743-816-9, 2. unveränderte Auflage 2008, 2. komplett überarbeitete Neuauflage 2012. (Herausgeber zusammen mit Frank Bernhardt)
- 100 Jahre Schiffsdampfturbinen, 1999.